# Besthmen
Besthmen est un hameau situé dans la commune néerlandaise d'Ommen, dans la province d'Overijssel.